# Discografia di Katja Krasavice
La discografia di Katja Krasavice, cantante, rapper e youtuber tedesca, è costituita da quattro album in studio e venti singoli.

## Album in studio
| Anno                                                         | Titolo e dettagli | Classifiche | Classifiche | Classifiche |
| Anno                                                         | Titolo e dettagli | GER         | AUT         | SWI         |
| ------------------------------------------------------------ | --- | ----------- | ----------- | ----------- |
| 2020                                                         | Boss Bitch - Pubblicato: 17 gennaio 2020 - Etichetta: Warner Germany - Formato: CD, download digitale, streaming             | 1           | 2           | 5           |
| 2021                                                         | Eure Mami - Pubblicato: 29 gennaio 2021 - Etichetta: Warner Germany - Formato: CD, download digitale, streaming              | 1           | 1           | —           |
| 2022                                                         | Pussy Power - Pubblicato: 11 febbraio 2022 - Etichetta: Warner Germany - Formato: CD, download digitale, streaming           | 1           | 1           | 6           |
| 2023                                                         | Ein Herz für Bitches - Pubblicato: 1º settembre 2023 - Etichetta: Warner Germany - Formato: CD, download digitale, streaming | 1           | 62          | 25          |
| "—" indica una pubblicazione non classificata in quel paese. | |             |             |             |

## Singoli

### Come artista principale
| Anno                                                         | Titolo                                                                | Classifiche | Classifiche | Classifiche | Certificazioni | Album di provenienza |
| Anno                                                         | Titolo                                                                | GER         | AUT         | SWI         | Certificazioni | Album di provenienza |
| ------------------------------------------------------------ | --------------------------------------------------------------------- | ----------- | ----------- | ----------- | -------------- | -------------------- |
| 2017                                                         | Doggy                                                                 | 7           | 5           | 26          | - GER: Oro     | /                    |
| 2018                                                         | Dicke Lippen                                                          | 4           | 1           | 12          |                | /                    |
| 2018                                                         | Sex Tape                                                              | 6           | 7           | 41          | - GER: Oro     | /                    |
| 2019                                                         | Gucci Girl                                                            | 21          | 21          | 80          |                | Boss Bitch           |
| 2019                                                         | Sugar Daddy                                                           | —           | —           | —           |                | Boss Bitch           |
| 2019                                                         | Wer bist du                                                           | —           | —           | —           |                | Boss Bitch           |
| 2019                                                         | Casino                                                                | 44          | —           | —           |                | Boss Bitch           |
| 2020                                                         | Million Dollar Ass (feat. Fler)                                       | 3           | 39          | 73          |                | Eure Mami            |
| 2020                                                         | Ich seh                                                               | —           | —           | —           |                | Eure Mami            |
| 2020                                                         | Alles schon gesehen                                                   | —           | —           | —           |                | Eure Mami            |
| 2021                                                         | Highway (feat. Elif)                                                  | 1           | 18          | 77          |                | Eure Mami            |
| 2021                                                         | Bad Bitch (con Eunique)                                               | —           | —           | —           |                | /                    |
| 2021                                                         | Pussy Power                                                           | 1           | —           | —           |                | Pussy Power          |
| 2021                                                         | Raindrops (con Leony)                                                 | 1           | 33          | —           |                | Pussy Power          |
| 2021                                                         | Narben (con Marwin Balsters)                                          | 12          | —           | —           |                | Pussy Power          |
| 2022                                                         | You're My Heart, You're My Soul (con Dieter Bohlen e Pietro Lombardi) | 2           | 43          | —           |                | /                    |
| 2023                                                         | Frauen                                                                | 2           | 39          | —           |                | Ein Herz für Bitches |
| 2023                                                         | Ich hab den schönsten Arsch der Welt (con Felix Jaehn)                | 7           | —           | —           |                | Ein Herz für Bitches |
| 2023                                                         | Neonlights (con Luna)                                                 | —           | —           | —           |                | Ein Herz für Bitches |
| 2024                                                         | One Night Stand (con Finch e Luca-Dante Spadafora feat. Niklas Dee)   | 1           | —           | —           |                | /                    |
| "—" indica una pubblicazione non classificata in quel paese. |                                                                       |             |             |             |                |                      |

### Come artista ospite
| Anno | Titolo                                                          | Classifiche | Classifiche | Classifiche |
| Anno | Titolo                                                          | GER         | AUT         | SWI         |
| ---- | --------------------------------------------------------------- | ----------- | ----------- | ----------- |
| 2021 | Best Friend (Remix) (Saweetie feat. Doja Cat & Katja Krasavice) | 1           | 51          | 96          |

## Altri brani entrati in classifica
| Anno                                                         | Titolo     | Classifiche | Classifiche | Album di provenienza |
| Anno                                                         | Titolo     | GER         | AUT         | Album di provenienza |
| ------------------------------------------------------------ | ---------- | ----------- | ----------- | -------------------- |
| 2021                                                         | Friendzone | 2           | —           | Eure Mami            |
| 2022                                                         | Onlyfans   | 2           | 16          | Pussy Power          |
| "—" indica una pubblicazione non classificata in quel paese. |            |             |             |                      |